# Landeskommando Schleswig-Holstein
Das Landeskommando Schleswig-Holstein (LKdo SH) in Kiel ist die oberste territoriale Kommandobehörde der Bundeswehr in Schleswig-Holstein. Es wurde 2007 aufgestellt und ist dem Operativen Führungskommando der Bundeswehr in Berlin unterstellt und ist erster Ansprechpartner der Landesregierung im Zusammenhang mit der Zivil-Militärischen Zusammenarbeit. Bis Januar 2013 war es dem Wehrbereichskommando I „Küste“ und von Februar 2013 bis September 2022 dem Kommando Territoriale Aufgaben der Bundeswehr unterstellt. Zum 1. Oktober 2022 wurde es wie die anderen Landeskommandos dort ausgegliedert und dem Territorialen Führungskommando unterstellt. Die bis zu diesem Zeitpunkt namenlose Kaserne in Kiel, in der das Landeskommando Hauptnutzer ist, wurde am 15. November 2022 nach Theodor Steltzer benannt, dem ersten Ministerpräsidenten von Schleswig-Holstein. Seit März 2025 wird das Landeskommando von Oberst Michael Skamel geführt. Zum 1. April wechselte die Unterstellung zum Operativen Führungskommando. 

## Auftrag
Das Kommando mit Sitz in Kiel hat folgende Aufträge:
- Das Landeskommando ist der erste Ansprechpartner für die Landesregierung sowie die obersten Landesbehörden und führt die 15 Kreisverbindungskommandos (KVK) in den jeweiligen Landratsämtern bzw. Stadtverwaltungen der Kreisfreien Städte.  Die KVK sind ausschließlich mit Reservisten besetzt und beraten ihre zivilen Ansprechpartner. Dies dient der Planung, Vorbereitung und Koordination von Amts- und Katastrophenhilfe.
- Es fasst Unterstützungsanforderungen zusammen, bewertet diese und legt sie aufbereitet dem Operativen Führungskommando der Bundeswehr vor.
- Es bereitet die Aufnahme und den Einsatz der Bundeswehrkräfte in Abstimmung mit dem verantwortlichen zivilen Katastrophenschutzstab vor und koordiniert deren Einsatz nach den Vorgaben und Prioritäten der zivilen Seite und verfügt so über ein militärisches Lagebild der eingesetzten und noch verfügbaren Bundeswehrkräfte.
- Es ist für die Koordination von Host Nation Support (territoriale Unterstützung für berechtigte fremde Streitkräfte) gemäß NATO-Truppenstatut im Land zuständig.
- Es koordiniert ebenfalls als erster Ansprechpartner im Land die Presse- und Öffentlichkeitsarbeit der Bundeswehr aller Teilstreitkräfte (TSK) und Organisationsbereiche.
- Es berät übende Truppen in landesspezifischen Fragen des Umweltschutzes.
- Es führt fachlich die Standortältesten der Bundeswehr in Schleswig-Holstein.
- Die Abteilung Informationsarbeit betreibt redaktionell den Facebook-Kanal „Die Bundeswehr in Schleswig-Holstein“ mit Nachrichten aller Bundeswehr-Dienststellen im Land.[4]

## Wappen
Das interne Verbandsabzeichen des Landeskommandos orientiert sich in seiner Grundgestalt am Wappen Schleswig-Holsteins. Es zeigt auf einem gespaltenen Schild mit schwarzen Schildrändern heraldisch rechts für den Landesteil Schleswig zwei nach innen gewandte, rot bewehrte, übereinander schreitende Löwen auf gelbem Hintergrund sowie heraldisch links für den Landesteil Holstein das als „Nesselblatt“ bekannte weiße Wappenschild auf rotem Hintergrund. Im Schildfuß befindet sich, anders als im besagten Landeswappen, blaugerändert auf Silber das Eiserne Kreuz als Erkennungszeichen der Bundeswehr. Die Gestaltung ist dem offiziellen Landeswappen angenähert, nicht dem sogenannten Jedermann-Wappen mit vereinfachter Darstellung der Löwen.